# Аборнева, Александра Вячеславовна
Александра Вячеславовна Аборнева (30 октября 1986 года) — казахстанская тяжелоатлетка, мастер спорта международного класса Республики Казахстан, призёр Кубка Президента России 2015 года.

## Карьера
Александра Аборнева родилась в Чимкенте. Тяжёлой атлетикой занимается с 14 лет. Её личным тренером является Анвар Ахметов.
Многократный призёр чемпионатов Азии. Многократный чемпион Казахстана.
На чемпионате мира 2010 года была пятой. Серебряный призёр Универсиады — 2011.
В 2013 году на чемпионате Азии в Астане завоевала золото в весовой категории свыше 75 кг с результатом 253 кг, но была дисквалифицирована на два года после того, как в допинг-проба спортсменки дала положительный результат на дегидрохлорометил-тестостерон.
Окончила Международный Казахско-Турецкий Университет (МКТУ) в Шымкенте.